# Sasbach no Kaiserstuhl
Sasbach no Kaiserstuhl (em alemão:  Sasbach am Kaiserstuhl) é um município da Alemanha, no distrito de Emmendingen, na região administrativa de Friburgo, estado de Baden-Württemberg.